# Вольфганг Блохвіц
Вольфганг Блохвіц (нім. Wolfgang Blochwitz, 28 лютого 1941, Герінгсвальде — 8 травня 2005, Бад-Берка) — східнонімецький футболіст, що грав на позиції воротаря.
Виступав, зокрема, за клуби «Магдебург» та «Карл Цейс», а також національну збірну НДР.

## Клубна кар'єра
У дорослому футболі дебютував 1960 року виступами за команду «Ауфбау» (Магдебург) (з 1965 — «Магдебург»), в якій провів шість сезонів, взявши участь у 110 матчах чемпіонату і двічі поспіль, у 1964 і 1965 роках виграв з клубом Кубок НДР.

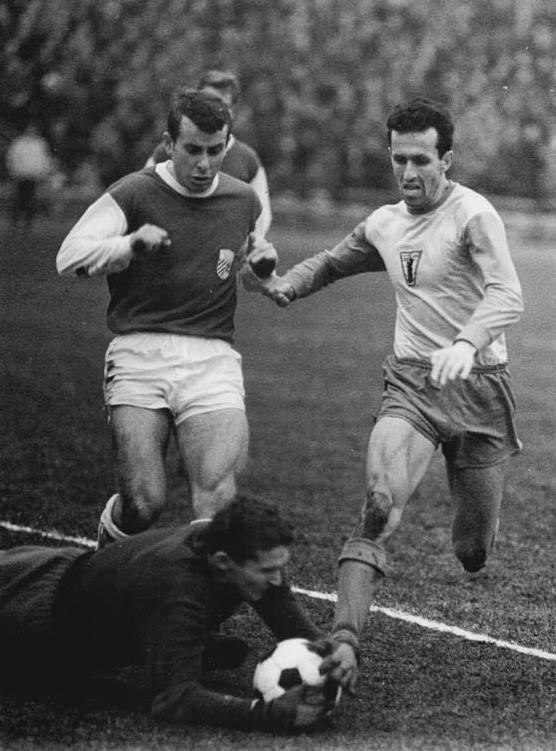
Вольфганг Блохвіц (з м'ячем) у матчі чемпіонату НДР проти «Форвертса» (Берлін). 1966 рік.

1966 року перейшов до клубу «Карл Цейс», за який відіграв 8 сезонів. Більшість часу, проведеного у складі «Карла Цейса», був основним голкіпером команди. У 1968 та 1970 роках він привів «Карл Цейс» до чемпіонського титулу, а в 1971 році — до другого місця. У 1973—1974 роках він двічі поспіль ставав віце-чемпіоном НДР, а в 1972 році також виграв Кубок НДР.
Завершив кар'єру футболіста виступами за команду «Карл Цейс» у 1974 році. Загалом у Оберлізі НДР Блохвіц зіграв 275 матчів
Після своєї ігрової кар'єри Вольфганг Блохвіц продовжував працювати у «Карл Цейсі», в тому числі з 1978 року тренером молодіжної команди, а в 1988—1990 роках був президентом клубу.

## Виступи за збірну
4 вересня 1966 року дебютував в офіційних іграх у складі національної збірної НДР в товариському матчі проти Єгипту (6:0).
У складі збірної був учасником чемпіонату світу 1974 року у ФРН, але будучи дублером Юргена Кроя так на поле жодного разу і не вийшов.
Останній матч у збірній зіграв ще до чемпіонату світу, 26 лютого 1974 року проти Тунісу (4:0). Загалом протягом кар'єри у національній команді, яка тривала 9 років, провів у її формі 17 матчів, пропустивши 9 голів.
Помер 8 травня 2005 року на 65-му році життя у місті Бад-Берка.

## Титули і досягнення

### Командні
«Ауфбау» (Магдебург)
- Володар Кубка НДР (2): 1964, 1965

«Карл Цейс»
- Чемпіон НДР (1): 1968, 1970
- Володар Кубка НДР (2): 1972, 1974